# Боливийская кухня

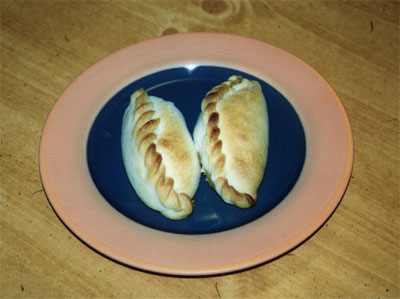
Сальтеньяс

Боливийская кухня (исп. Gastronomía de Bolivia) — основывается на комбинации испанской кухни с местными ингредиентами и традициями народа Аймара, среди прочих, с более поздними влияниями из аргентинской, немецкой, итальянской, французской и арабской культуры из-за прибытия иммигрантов из этих стран.

## Традиционные блюда
Традиционными блюдами боливийской кухни являются кукуруза, картофель, киноа и бобы. Эти ингредиенты сочетаются с пришедшими из испанской кухни: рисом, пшеницей и мясом, включая говядину, свинину и цыплёнка.

## Структура кухни

### Обед (almuerzo)
Almuerzo — самая важная еда боливийского дня, настолько, что повседневная жизнь имеет тенденцию вращаться вокруг нее. Длинные обеды традиционны по всей стране, поэтому предприятия и магазины часто закрываются между 12 и 15 часами, чтобы у рабочих было время вернуться домой на обед. Типичный боливийский обед состоял из нескольких блюд, включая суп, основное блюдо из мяса, риса и картофеля, затем десерт и кофе Обед вкушается в неспешном темпе и традиционно сопровождается дремотой, часто называемой «сиестой».

### Чай (té)
Боливийцы соблюдают послеобеденный чайный перерыв, подобный тому, что соблюдают англичане. Обычно чайные паузы происходят между 16 и 17 часами в salones de té (чайных комнатах). Эти чайные комнаты обычно работают при пекарнях, чтобы чаем и выпечкой можно было бы наслаждаться одновременно. Черный чай, как правило, пьют вместе с печеньем, таким как печенье «Мария» или более традиционными Умита. Часто боливийцы пьют настой из листьев коки или мате вместо более привычного чёрного чая.

### Ужин (cena)
Ужин — более легкий, более неофициальный, чем обед, который обычно устраивается в 8 вечера или позже.